# Paisley Wu
Paisley Wu (胡 蓓 蔚) (nacida el 12 de noviembre de 1971, Shanghái) es una cantante y presentadora de televisión china. Ella fue descubierta por primera vez por Tats Lau, integrante de la legendaria banda musical Tat Ming Par, ella ha lanzado 3 álbumes y 1 EP desde sus inicios de su carrera, a mediados de la década de los años 90. En los últimos años, ha centrado su atención trabajando en televisión, convirtiéndose en una presentadora regular en programas musicales difundidas por la red TVB.

## Biografía
Wu nació en Shanghái, ciudad donde también se educó y recibió una formación musical en ópera italiana. Más adelante se trasladó a San Francisco, California, en los Estados Unidos, donde se formó en géneros musicales como el R & B y el jazz, estudió jazz junto al cantante Fe Winthrop. Su primer lanzamiento de 1994, fue un álbum de jazz, cantada en mandarín nativo y producido por Tats Lau. En 1996, firmó un contrato con "Musician Ltd", un subsello de corta duración de "Polygram" de Hong Kong. Su segundo álbum (就 系 ...) fue lanzado como una recepción mixta en 1997. Ella fue apodada como, Faye Wong, aunque de manera desfavorable, a pesar de que ha reconocido personalmente su influencia musical, en los últimos años. Ella se tomó un descanso años después del lanzamiento de su álbum, luego empezó a trabajar como presentadora de televisión.
Wu logró lanzar un nuevo álbum cantado en mandarín, aunque con poco éxito en 2002, antes de convertirse en una presentadora regular de televisión, para los programas musicales difundida por la red TVB. A finales de 2007, hizo un breve regreso a la música de Hong Kong, con un EP titulado "Don't Think Just Do", que contó con uno de sus éxitos musicales titulado, "Letting Go".

## Discografía
- Today Tomorrow Day After Tomorrow (今天明天後天) (1994)
- This is... (就係...) (1997)
- Freeze Frame Love (停格愛情) (2002)
- Don't Think Just Do (EP) (2007)

## Filmografía
- The Hippocratic Crush (2012) - To Ka Man